# Sandra Sproch
Sandra Sproch (9 novembre 2007) è una saltatrice con gli sci statunitense.

## Biografia
Originaria di Chicago e attiva dal febbraio del 2023, Sandra Sproch ha esordito in Coppa del Mondo il 7 febbraio 2025 a Lake Placid (38ª) e successivi ai Mondiali juniores di Schilpario/Lake Placid 2025 ha vinto la medaglia d'argento nella gara a squadre mista; ai Mondiali di Trondheim 2025, sua prima presenza iridata, si è piazzata 7ª nella gara a squadre. Non ha preso parte a rassegne olimpiche.

## Palmarès

### Mondiali juniores
- 1 medaglia:
  - 1 argento (gara a squadre mista a Schilpario/Lake Placid 2025)

### Coppa del Mondo
- Miglior piazzamento in classifica generale: 77ª nel 2025